# アイル・キープ・イット・ウィズ・マイン
「アイル・キープ・イット・ウィズ・マイン」（"I'll Keep It with Mine"）は1964年にボブ・ディランが作った曲だが、1965年にシングルとしてフォーク・シンガーのジュディ・コリンズが初めて公式にリリースした。ディランはこの曲を1966年のアルバム『ブロンド・オン・ブロンド』に収録しようと試みた。

## ディランのバージョン
ディランは1964年1月に2010年に『ザ・ブートレッグ・シリーズ第9集：ザ・ウィットマーク・デモ』としてコロムビアからリリースされることになるヴォーカルとピアノのデモテープを音楽出版社のM.ウィットマーク&サンズ向けに作成した。
1965年の1月中頃、アルバム『ブリンギング・イット・オール・バック・ホーム』のためのセッションの最中にディランは一人でピアノ伴奏でこの曲を録音した。"Bank Account Blues"（「銀行口座ブルース」）と言う仮タイトルがつけられたこのバージョンは後に1985年のアルバム『バイオグラフ』に収録された（アルバムのノーツではこのぱふぉーますが1964年6月に録音されたものであり、1965年1月に録音されたものであることを否定しているが、後者が正しい日時である）。
1966年1月27日（アルバムのブックレットから）に行われた『ブロンド・オン・ブロンド』の初期のセッションの最中にこの曲のフルバンドでのリハーサルが録音され、『ブートレッグ・シリーズ第1〜3集』としてリリースされた。リハーサルは大雑把なもので、第1ヴァースの途中で録音がスタートしており、プロデューサーのボブ・ジョンストンのインカムを通した「なにやってんだ？」と言う発言で中断されている。
1966年2月15〜16日、テネシー州ナッシュビルのコロンビアミュージックロースタジオで行われた『ブロンド・オン・ブロンド』の第7セッションで、ディランは、少なくとも10回の楽器のテイクを録音した。しかし、テイク2、4、5、6、7はスタートが間違っており、テイク1と3が中断されたため、すべての試行が完全なテイクとはならなかった。
この曲をピアノ伴奏で歌うディランは1965年5月のイギリスツアーを扱ったドキュメンタリー映画『ドント・ルック・バック』で見ることができる。

### ディランの録音での参加ミュージシャン
『ブートレッグ・シリーズ』
- ボブ・ディラン: ピアノ・ヴォーカル
- ロビー・ロバートソン: ギター
- アル・クーパー: オルガン
- リック・ダンコ: ベースギター
- ボビー・グレッグ: ドラムス

『未発表バージョン』
- チャーリー・マッコイ: ギター
- ウェイン・モス: ギター
- ジョー・サウス: ベース
- アル・クーパー: オルガン
- ハーガス・”ピッグ”・ロビンス: ピアノ
- ケネス・バトリー: ドラムス

## 評価
ローリング・ストーン誌はこの曲を「甘く、悲しげなヴォーカル」による「友情のバラード」と呼び、同誌の100の偉大なボブ・ディランの曲のリストの41位に位置付けた。
acclaimedmusic.net での評論家のリストの集計から、この曲は史上最高の3000曲のリストには含まれていないが、ボブ・ディランのバージョンは1965年の曲の1つとして、上位3000曲のすぐ下にいる。

### カバー・バージョン
- ジュディ・コリンズはエレクトラ・レコードでの1965年のシングルでこの曲の最初の録音をリリースしたが、コリンズのアルバムには収録されなかった。1993年のゲフィン・レコードでのコリンズのディラン・トリビュート・アルバム Just Like A Woman のライナーノーツで、コリンズはディランにこの曲を彼女のために書いたと言われたと記している。
- ディランはこの曲をアンディ・ウォーホルのお気に入りのニコに見せ、彼女は1967年のアルバム『チェルシー・ガール』に収録した。
- フェアポート・コンヴェンションによってカバーされ、1969年にアメリカ限定のシングル（A&M）としてリリースされ、アルバム『ホワット・ウィー・ディド・オン・アワ・ホリデイズ』にも収録された。
- オカルティストのロン・マイロ・ドゥケェットが共同で率いるチャーリー・D・アンド・マイロ (Charley D. & Milo) は1970年のセルフタイトルアルバムでこの曲をレコーディングした。
- スプーキー・トゥースのリード・シンガー、マイク・ハリソンは1975年に発売された自身の3枚目のソロアルバム Rainbow Rider にこの曲を収録した。
- スザンナ・ホフスはレイニー・デイ・プロジェクト用にこの曲を録音した。
- マリアンヌ・フェイスフルはこの曲のカバーを1987年の自身のアルバム『ストレンジ・ウェザー』で録音した。
- Oh Susanna は2003年のセルフタイトルアルバムでこの曲を録音した。
- ニューヨークのバンド、レイナー・マリアは2006年のアルバム Catastrophe Keeps Us Together でこの曲をカバーした。
- この曲のカバーがエレクトリック・ポップロック・バンドのMobius BandのEP Love Will Reign Supreme に収録された。
- ベティ・サーヴァートはこの曲のカバーを『I SHOT ANDY WARHOL』（ビデオのタイトルは『アンディ・ウォーホルを撃った女』）のサウンドトラック用にこの曲のカバーを録音した。
- ディーン・アンド・ブリッタは2010年の 13 Most Beautiful: Songs for Andy Warhol's Screen Tests に2種類のバージョンを収録した。
- この曲は2010年の Subterranean Homesick Blues: A Tribute to Bob Dylan's 'Bringing It All Back Home でデニソン・ウィットマーによって録音された。
- マイケル・C・ホールは『ヘドウィグ・アンド・アングリーインチ』のハウスバンドのTits of Clayと共にEP "Belasco" にこの曲を収録した。
- リチャード・バロンは自身の2016年のアルバム Sorrows & Promises: Greenwich Village in the 1960s で、ピアノにデヴィッド・アムラムを迎えてこの曲を録音した。
- ブレア・ダンロップ＆ラーキン・ポーは Rooksmere Records の2013年のアルバム Killing Time にこの曲を録音した[6]。